# Ди Лиддо, Елена
Елена Ди Лиддо (итал. Elena Di Liddo; род. 8 сентября 1993, Бишелье, Апулия) — итальянская пловчиха. Бронзовый медалист Чемпионата Европы (2018) на дистанции 100 баттерфляем. Двукратный серебряный призёр летней Универсиады 2017 года.

## Карьера
Специализируется в баттерфляе.
В ноябре 2011 года она приняла участие в европейском чемпионате на короткой воде, где в команде завоевала бронзу в смешанной эстафете 4 х 50 м.
В 2018 году на чемпионате Европы в Глазго сумела доплыть третей и завоевать бронзовую медаль на дистанции 100 метров баттерфляем.